# Gleinkerbach
Der Gleinkerbach (auch Gleinker Bach) oder Dorningerbach (Dorninger Bach) ist ein kleiner Nebenbach der Enns im Traunviertel in Oberösterreich.

## Lauf und Hydrographie
Der Gleinkerbach entspringt im Siedlungsgebiet der Krenn-Gründe (Ketteringstraße)  südöstlich von Weinzierl an den Grenzen der Stadtteile Steyrdorf, Gründberg und Stein. Er rinnt nach Nordosten nach Gleink und dann ostwärts durch Dornach. Dort mündet der Bach nach etwa 3½ km Lauf in den südlichsten der Stadtgutteiche.
Der Bach floss ursprünglich von hier südwärts, wo er in Hausleiten in die Enns mündete. Die Stadtgutteiche sind mehrere teils 100 Jahre alte, teils jüngst angelegte Schottergruben, die revitalisiert wurden, und vom Gleinkerbach gespeist werden. Jetzt versickert das Wasser in den Schottern der Ennsterrassen.
Der Gleinkerbach ist ein teils nur zeitweise wasserführendes Kleingerinne, kann aber bei Starkregen anschwellen, so verwüstete er im Juli 1985 den Ort Gleink.
2006 wurde in Gleink ein Retentionsbecken angelegt, und der Dornacher Unterlauf aufgeweitet.